# Angus MacGyver
Pour la série originale, voir MacGyver. Pour le reboot de la série, voir MacGyver (série télévisée, 2016).
Angus MacGyver [ˈæŋɡəs məˈɡaɪvɚ] est le personnage principal des séries MacGyver (diffusée entre 1985 et 1992) et MacGyver (diffusée entre 2016 et 2021). Intelligent et optimiste, il préfère régler les conflits de manière non violente. À la suite de la mort accidentelle d'un ami dans sa jeunesse, avec un revolver, il se refuse à utiliser des armes à feu.
Le personnage, interprété par Richard Dean Anderson dans la série originale et par Lucas Till dans le reboot, est présenté comme un militant anti-armes, engagé sur différents thèmes comme la préservation de l'environnement, l'égalité ethnique et l'assistance aux personnes défavorisées. Dans les cas où ses bricolages sont utilisés pour attaquer ses ennemis, MacGyver le fait pour se défendre et essaie, autant que possible, de les neutraliser plutôt que de les tuer. Il est souvent suspecté d'avoir un lien militaire avec le gouvernement, mais il voit son travail à la Fondation Phoenix comme une solution alternative et non violente à l'application de la loi.

## Son enfance
Angus MacGyver est né dans le Minnesota, le 23 janvier 1951, dans la petite ville de Mission City. Cette information est révélée au cours de la saison 4 dans le deuxième épisode.
Très jeune, il manifeste un don exceptionnel pour le bricolage, construisant, par exemple, un piège à rats qui ne les tuait pas (ce qui lui permettait de les relâcher ensuite), et réparant la tondeuse à gazon d’un sergent de police, alors que tout le monde lui conseillait de la jeter à la casse.
En 1961, alors qu'il n'a que 7 ans, sa grand-mère et son père sont tués dans un accident de voiture dans lequel ils se sont noyés, et MacGyver grandit donc avec sa mère. Son grand-père, Harry Jackson (joué par l'acteur John Anderson), agit comme son père. Mais il s'en éloigne en 1967, quand MacGyver atteint seize ans, pour aller travailler en Alaska, et envoyer de l'argent à MacGyver et sa mère. Finalement, il s'installe comme fermier dans le Minnesota après que MacGyver a décidé de quitter le Minnesota.
MacGyver, que tout le monde appelle par son nom de famille, alors que tous ses amis sont appelés par leurs prénoms, fait partie d'une sympathique « bande des quatre ». MacGyver, Jessie, Neal et Chuck sont inséparables et se font de grandes promesses, comme celle de se retrouver vingt ans plus tard au pied d'un arbre où ils ont enterré une boite avec leurs trésors. Un jour, les quatre amis, « les meilleurs copains du monde », décident de collecter de l'argent pour acheter un pistolet et des balles. En fait, ils veulent agir comme des héros de western en tirant sur des bouteilles vides. Une fois l'argent réuni, ils se retrouvent dans une forêt à l'écart de la route et chargent l'arme. MacGyver tire le premier et toucha sa cible du premier coup, expliquant qu'il s'était déjà entraîné avec son père. Mais lorsqu'un de ses amis, plutôt que de tirer sur une bouteille vide, préfère viser un oiseau, MacGyver veut l'en empêcher. Il donne un coup dans le pistolet qui s'envole. Lorsqu'il retombe à terre, le coup de feu part, blessant grièvement Jessie. Voyant cela, Neal et Chuck s'enfuient. MacGyver, lui, reste auprès de son ami. Pour l'amener sur la grande route, il démonte son vélo et le transforme en brancard. Sur la route, il arrête un automobiliste qui part chercher une ambulance. Celle-ci arrive trop tard. Jessie est mort. MacGyver se promet alors de ne plus jamais se servir d'une arme à feu. Neal et Chuck ne tiennent pas cette promesse puisque le premier devient policier et le second marchand d'armes.
Durant son enfance, il rencontre également Jack Dalton. Quand MacGyver atteint l'âge de dix-neuf ans, sa mère meurt après une brève maladie, alors qu'il est en mission (il ne pourra d'ailleurs pas assister à ses funérailles).

## Sa famille
- Son père : James MacGyver
- Sa mère : Ellen Jackson
- Son grand-père : Harry Jackson
- Sa grand-mère : Célia Jackson
- Son fils : Sean Angus Malloy
- La mère de son fils : Kate Malloy[6]
- Son neveu : Clay MacGyver[7]
- Ses ancêtres[8] : Ian MacGyver (XVIIe siècle), Angus MacGyver (XVIIe siècle), Ian MacIver (XIVe siècle), Angus MacIver (XIVe siècle), Ian M'Iver (VIIe siècle), Angus M'Iver (VIIe siècle).

À l'âge de 7 ans, MacGyver perd son père et sa grand-mère. Ils meurent noyés après une chute accidentelle de leur voiture dans un canal. Il est alors élevé par son grand-père Harry et sa mère Ellen.
À l'âge de 20 ans, MacGyver est en mission en Afghanistan. C’est alors que sa mère meurt d’une crise cardiaque. Il n'assistera pas à ses funérailles et s'en voudra pendant des années.
En 1990, son grand-père meurt d’une crise cardiaque lors d’une partie de pêche. MacGyver est alors âgé de 39 ans.

## Sa scolarité
MacGyver a un Bachelor's degree (équivalent en France d'un diplôme entre la licence et le master, soit Bac + 4) en physique à la fictive Western Tech où, en 1973, un MacGyver moustachu étudiait avec le professeur Julian Ryam, Prix Nobel de physique. Cet homme, qui avait la faculté de tout réparer avec des objets de tous les jours, ayant probablement beaucoup influencé et inspiré MacGyver, instaura dans cette université le concours de barricade (le but est d'inventer un système de fermeture de portes qui tienne le plus longtemps possible face aux assauts des autres candidats) que MacGyver gagna en 1973.
MacGyver parle plus ou moins le français, l'allemand, l'italien, le russe et la langue des signes américaine. Il connaît également le morse, le code des signaux maritimes.

## Son travail
Après avoir obtenu son Bachelor's degree, MacGyver refuse une offre de travail à la centrale nucléaire située à proximité. Peu après, il sert durant la guerre du Viêt Nam dans une équipe de déminage.
Finalement, il déménage à Los Angeles où il exerce un certain nombre d'emplois différents, y compris le travail de chauffeur de taxi pour aider son ami Jack Dalton, jusqu'en 1979. À cette date, il rencontre Peter Thornton, un agent du ministère des Services Extérieurs (DXS). Il conserve ce poste jusqu'en 1986 quand Peter Thornton lui offre un emploi à la Fondation Phoenix.
MacGyver travaille alors à la Fondation Phoenix au département des services externes. Son numéro de matricule est DXSID N°XC4479. La Fondation Phoenix est une société privée à but non lucratif qui étend ses activités à des domaines différents tels que l’écologie, l’aide à l’enfance en difficulté, la lutte contre les trafiquants de drogue, la lutte contre les armes nucléaires. MacGyver travaille pour la Fondation durant six ans, avant de la quitter définitivement en 1992, lorsqu'il retrouve son fils.
MacGyver est aussi passionné des causes sociales. En effet, il s'est à plusieurs reprises porté volontaire pour aider les plus défavorisés, par exemple, lorsqu'il dirige la recherche dans une école pour enfants sourds, et qu'il contribue à une excursion en montagne pour de jeunes délinquants.

## Ses loisirs
MacGyver est un passionné de hockey, sport qu'il pratique régulièrement depuis son enfance. Il aurait même pu devenir professionnel, mais il a décidé finalement de ne pas le devenir. Ce choix n'empêche pas MacGyver de soutenir l'équipe des Flames de Calgary. Par ailleurs, il possède un t-shirt de l'équipe des Kings floqué de son nom et du numéro 11. Il est aussi intéressé par l'escalade en montagne (malgré son vertige) et le ski.

## Lieux d'habitation
MacGyver a eu cinq logements différents :
- un vaste appartement situé dans un laboratoire ;
- un autre appartement se situant à Venice au bord de mer à l’extrémité ouest de Los Angeles cet appartement étant installé au-dessus d’un café ;
- un autre appartement situé à trois kilomètres de l’océan toujours à l’étage mais cette fois situé au-dessus d’un pressing et d’un réparateur de chaussures ;
- une péniche transformée et agrandie située dans un port ;
- le dernier logement de MacGyver, dans la saison 7, est un appartement dans un quartier haïtien, il aidera même les habitants du quartier à lutter contre un prêtre vaudou qui les terrorise.

## Caractère
Un des aspects les plus importants de la série est que MacGyver, quand il tente de se protéger ou de défendre quelqu'un, est l'homme « qui ne laisse jamais tomber », et « quand le plan A ne fonctionne pas » pense à un « plan B ». Il y a assez peu d'épisodes où il a besoin d'un « plan B », ce qui est ironique, car Jack O'Neill, joué par le même acteur dans Stargate SG-1, déclare que leurs plans A ne fonctionnent jamais.
Il est aussi très différent des héros stéréotypes « macho » ou stoïques ; pas seulement parce qu'il n'aime pas la violence ni les armes à feu depuis l'accident qui tua l'un de ses amis lorsqu'il était jeune, mais aussi parce qu'il n'hésite pas à montrer qu'il a peur dans des situations périlleuses (lorsqu'il réfléchit à un « plan A » ou que celui-ci ne fonctionne pas par exemple). Il ne cherche pas non plus à cacher qu'il s'est fait mal en donnant des coups de poing dans les bagarres (il pousse traditionnellement un petit cri et se masse le poing après le coup). Ces réactions de « monsieur tout le monde » aident à humaniser le personnage et le rendent ainsi bien plus accessible.
MacGyver fait preuve d'un humour très ironique. Il peut parfois être dur quand il n'apprécie pas quelqu'un. Mais il a bon cœur. C'est ainsi qu'il se laisse à chaque fois embarquer dans des aventures rocambolesques par son ami Jack Dalton.

## Son prénom
Le prénom pour MacGyver qui est prévu lors du pilote était Stace : il n'a jamais été utilisé en dehors des dossiers de presse.
Un mystère a longtemps plané sur le véritable prénom de MacGyver, qui se fait appeler « Mac » par ses amis, et ne sera révélé que dans les derniers épisodes.
En effet, son prénom est enfin révélé canoniquement dans l'épisode MacGyver le preux, dans lequel il admet partager le prénom d'un de ses ancêtres du VIIe siècle, « Angus » M'Iver.
Dans l'avant dernier épisode, qui introduit le fils de MacGyver, ce dernier porte en deuxième prénom celui de son père. Lors de cet épisode, qui devait clore la série, père et fils partent ensemble à moto, pendant que la voix de MacGyver remercie les spectateurs de leur fidélité.